# Rodrigo Leão
Rodrigo Leão, de seu nome completo Rodrigo Costa Leão Muñoz Miguez GOIH (Lisboa, 15 de Outubro de 1964), é um músico e compositor português.  Tornou-se conhecido nas bandas Sétima Legião e Madredeus.

## Biografia
Filho dum engenheiro civil e de sua mulher, Maria Manuela Luna de Costa Leão Muñoz Miguez, uma doméstica, Rodrigo era o mais velho de quatro irmãos, com diferenças de dois a três anos. Morou no Bairro das Estacas, em Lisboa. Até à 3.ª classe andou no Colégio Moderno, mas fez o 4.º ano na escola oficial, no Bairro de São Miguel e a preparatória na escola Eugénio dos Santos.

## Carreira
Foi co-fundador dos Sétima Legião em 1982 e em 1985, em conjunto com Pedro Ayres Magalhães e Gabriel Gomes cria os Madredeus.
É  autor da banda sonora de um filme de Manuel Mozos. Lança o seu primeiro álbum a solo em 1993 e são suspensas as actividades do grupo Sétima Legião. Em 1994 abandona os Madredeus. A solo lança as obras Mysterium (1995, EP) e o álbum Theatrum (1996).
Começa a explorar a combinação das suas composições clássicas-modernas com formas de canção e instrumentação mais tradicionais, com a presença de cantores como Lula Pena ou Adriana Calcanhotto no CD Alma Mater e correspondente digressão.
Entre os seus convidados constam ainda Sónia Tavares e Nuno Gonçalves dos The Gift, e Rui Reininho dos GNR, que participou na gravação do seu álbum ao vivo intitulado Pasión.
O disco Alma Mater e o próprio músico receberam dois importantes títulos de reconhecimento público, o de Disco do Ano (Prémios DN+) e o de Artista do Ano (Prémios Blitz).
Em 2004 editou o CD Cinema, considerado pelo editor da revista americana Billboard um dos melhores discos editados nesse ano. Neste trabalho participaram convidados como Rosa Passos, Beth Gibbons e Ryuichi Sakamoto, entre outros.
Em 2006 é lançado um olhar retrospectivo sobre a sua carreira com o disco O Mundo [1993-2006], acrescentando seis canções inéditas.
Em 2007 compõe a banda sonora original da série documental Portugal, Um Retrato Social, dirigida por António Barreto para a RTP. Baseada nos 18 temas do disco, surge a digressão nacional Os Portugueses.
Divide com Sérgio Godinho a responsabilidade da banda sonora da série de televisão Equador, que contém temas originais e temas pertencentes a trabalhos anteriores (Alma Mater, O Mundo [1993-2006], Portugal, Um Retrato Social) ou a sair nesse ano (A Mãe).
Em 2009 é lançado o disco A Mãe (2009) em conjunto com o Cinema Ensemble, criado entretanto.
Em 2010 dirige um concerto no Museu do Oriente. É lançada uma nova edição de Ave Mundi Luminar, contendo o EP extra In Memoriam.
Em 2011 é editado o álbum A Montanha Mágica.
Em 2012, é editado "Songs (2004-2012)", o álbum-compilação que congrega as músicas que compôs em inglês.
A carreira de Rodrigo Leão é singular e riquíssima, estando ligada a alguns dos mais importantes momentos da cena musical portuguesa pós-1980. Rodrigo vê-a quase como um filme ou um livro com diversos capítulos, mas sempre com ligação entre eles. Explica-nos que os seus modos nunca se chegaram a alterar e que há coisas que tendem a não mudar: «mesmo no princípio da Sétima Legião fazia coisas que ainda hoje repito», explica, para reforçar a ideia de uma continuidade que a sua música transporta.
A Sétima Legião foi uma lufada de ar fresco e de modernidade na cena musical portuguesa quando surgiu em 1982 pela mão de Rodrigo, Pedro Oliveira e Nuno Cruz. «A Sétima Legião traduzia as influências não só de Manchester, mas também da Galiza, por exemplo, e nisso talvez tenhamos sido diferentes», afirma, retrospectivamente, o compositor. A estreia do grupo aconteceu com o single «Glória», clássico maior da nossa música que continha letra de Miguel Esteves Cardoso. Em 1984 aconteceu a estreia em formato grande, com o álbum A Um Deus Desconhecido, na editora Fundação Atlântica de Miguel Esteves Cardoso e Pedro Ayres Magalhães, então dos Heróis do Mar. «O meu álbum favorito da Sétima Legião? Talvez o “A Um Deus Desconhecido”», esclarece Rodrigo: «Foi feito com o António Pinheiro da Silva, engenheiro de som que eu respeito muito e é um álbum que já tinha ali um lado cinematográfico expresso nos instrumentais», refere o compositor, reforçando, uma vez mais, a ideia de que tudo na sua carreira está interligado. Rodrigo editou ainda os álbuns Mar D’Outubro (87), De Um Tempo Ausente (89), O Fogo (92), Auto de Fé (94) e Sexto Sentido (99), marcos de uma carreira que soube equilibrar os favores do público e o respeito da crítica.
Em 1986, paralelamente à Sétima Legião, Rodrigo Leão e Pedro Ayres Magalhães deram início a uma nova aventura que teria profundas repercussões internacionais: os Madredeus. De baixista na Sétima Legião, Rodrigo passou para teclista nos Madredeus e logo aí estabeleceu-se outra ligação com o futuro da sua carreira a solo. Em Dezembro de 1987 os Madredeus estrearam-se com o duplo «Os Dias da Madredeus», gravado no teatro Ibérico em Xabregas. O álbum apontava uma nova direcção para a música portuguesa e não tardou a colher os favores do público. O sonho de expansão começa a concretizar-se com viagens a Bolonha, Coreia do Norte, revelando aí a vocação universalista do projecto.
Existir (90) e Lisboa foram os álbuns seguintes dos Madredeus e o aprofundar de uma carreira de sucesso. Rodrigo Leão, no entanto, continuava a revelar uma irrequietude artística invulgar e lançou-se a solo em 1993 com Ave Mundi Luminar, primeira amostra da sua visão particular do mundo, com participações de Teresa Salgueiro, Francisco Ribeiro e Gabriel Gomes, dos Madredeus.
Rodrigo gravaria O Espírito da Paz (94) e Ainda (95), dois álbuns registados em paralelo nas mesmas sessões. Ainda sairia, no entanto, já depois de Rodrigo ter abandonado os Madredeus para se dedicar à sua carreira a solo. É também o disco que Rodrigo elege como o seu favorito nos trabalhos que realizou com os Madredeus: «Foi o Wim Wenders que escolheu aquelas canções que caíram mesmo bem no filme», explica.
Com a estreia a solo, Rodrigo Leão começou a explorar novas sonoridades, aproximando-se de alguma música contemporânea, do minimalismo e iniciando aí uma viagem que já o conduziu a muitas sonoridades: «Na minha música», refere o compositor, «há desde o Michael Nyman ao tango e à música francesa». Em álbuns como Ave Mundi Luminar (1993) Mysterium (1995), Theatrum (1996) e Alma Mater (2000) a presença de antigos textos em latim executados por vozes líricas indicava claramente o universo para que Rodrigo Leão queria remeter os seus ouvintes. Mas mesmo em trabalhos mais recentes, como o álbum ao vivo Pasión (2002) e Cinema (2004), esse caminho muito próprio de Rodrigo Leão, pleno de misticismo, também se faz sentir. O carácter contemplativo e introspectivo de parte da música deste grande compositor português é inegável e mesmo na retrospectiva de carreira que é O Mundo (1993-2006): O melhor de Rodrigo Leão, editado internacionalmente no final de 2006, é notória a divisão do reportório deste compositor entre as canções mais “mundanas”, próximas do tango, da música para cinema ou da bossa nova – como acontece com «A Casa» a que Adriana Calcanhoto deu voz no álbum Alma Mater – e as peças mais espirituais que ocupam o segundo CD desta retrospectiva. A exposição internacional garantiu-lhe os mais rasgados elogios: Pedro Almodóvar, por exemplo, não teve dúvidas e descreveu Rodrigo Leão como «um dos mais inspirados compositores do mundo». Alianças com nomes de primeiro plano a nível internacional, como Beth Gibbons e Ryuichi Sakamoto que participaram em Cinema, são igualmente prova do alcance da música de Rodrigo Leão e do seu apelo universalista.
Em 2007, Leão deu música às imagens da excelente série de televisão Portugal – Um Retrato Social e percorreu várias salas do nosso país com essa música que ajudou a compor o nosso retrato sociológico. Seguiu-se o desafio dos responsáveis pela maior série de ficção já produzida em Portugal, «Equador», para a qual Rodrigo compôs algumas evocativas peças que são já momento alto dos seus concertos, por estarem ligadas a alguns dos mais emocionantes momentos do desenrolar dessa história.
Pelo meio da sua carreira a solo, teve ainda tempo para lançar o projecto Os Poetas que exploraram o universo das palavras e da poesia e das emoções com o álbum Entre Nós e as Palavras, de 1997.
Em 2009 abriu-se um novo capítulo na história, ainda em desenvolvimento, de Rodrigo Leão. Chama-se A Mãe e é um ambicioso trabalho com participações de peso como acontece com Neil Hannon, o homem dos Divine Comedy, que dá voz a «Cathy», Stuart A. Staples dos Tindersticks que surge em «This Light Holds So Many Colours» ou Melingo, o grande embaixador do novo tango argentino que surge em «No Sè Nada».
«O Cinema Ensemble», explica Leão, «participa muito mais neste disco. A Ana Vieira canta cinco ou seis temas e em dois deles ela ajudou-me mesmo a compor as frases vocais. Está completamente integrada. E todos os outros elementos, como a Celina da Piedade, por exemplo, revelam novas facetas, estando completamente entregues». «As novas músicas», prossegue, «foram compostas em movimento, com diferentes janelas sobre o mundo, o que me permitiu explorar diferentes emoções, diferentes olhares». Rodrigo confessa que se habituou a incluir na sua bagagem um par de auscultadores, um computador e um pequeno teclado com que foi escrevendo as histórias que agora se contam no novo registo que descreve como «mais introspectivo, nostálgico e melancólico». «Apesar de ter alguns temas mais alegres, este é um disco que eu fiz muito voltado para dentro,» assegura Rodrigo que inclui neste trabalho marcas das suas viagens aos Estados Unidos, a Itália ou à Índia: «Gravei sons de rua, crianças a brincar, o canto de pássaros. Às vezes até só com o telemóvel», adianta.
O Cinema Ensemble continua a contar com Celina da Piedade, Ana Vieira, Viviena Tupikova, Carlos Tony Gomes, Bruno Silva, Luís Aires e Luís San Payo, uma equipa imbatível tanto em estúdio, como em palco, local onde já se habituou a arrancar “bravos” e incessantes aplausos com a música que executa e que soa quase mágica.
Em 2009, Rodrigo Leão continua a escrever a sua história pessoal com música que o afirma cada vez mais como um compositor de excepção. No ano seguinte é reeditado Ave Mundi Luminar.
2011 foi o ano de A Montanha Mágica. Neste álbum, Leão foi explorando as emoções associadas a todas as memórias que o próprio invocou pegando em instrumentos que há muito se encontravam fora da sua esfera de executante, como os já referidos baixos ou guitarras, ou até a bateria. Além de Rodrigo recorrer a outros instrumentos, gesto aliás seguido por Viviena Tupikova ou Celina da Piedade, que alargam a paleta tímbrica com o recurso a instrumentos como o metalofone ou o sintetizador, há ainda que apontar os contributos de convidados como Pedro Wallenstein (contrabaixo), João Eleutério (guitarras), Miguel Nogueira (músico do Quinteto Tati que aqui toca guitarra), Rui Vinagre (em guitarra portuguesa) ou Tó Trips (o guitarrista dos Dead Combo). Este álbum é também pontuado pelas importantes participações de Scott Matthew, a voz do belíssimo «Terrible Dawn», Thiago Petit, que canta em «O Fio da Vida» e ainda Miguel Filipe, voz dos Novembro que fecha a viagem com a sua prestação em «O Hibernauta».
A Montanha Mágica, que entrou directamente para o primeiro lugar do top de vendas nacional na semana de lançamento, apresenta uma formação diferente dos discos anteriores. Além de convidados pontuais, escuta-se apenas um trio de cordas – Viviena Tupikova, Bruno Silva e Carlos Tony Gomes em violino, viola e violoncelo, respectivamente – e o acordeão de Celina da Piedade.
No final de 2012 Rodrigo Leão editou Songs (2004-2012). Concebido como o primeiro passo para uma possível trilogia que, ao mesmo tempo, revê matéria já lançada e antecipa novos caminhos, Songs (2004-2012) reúne canções cantadas em inglês que desde Cinema têm pontuado a discografia de Rodrigo Leão.
As vozes de Sónia Tavares (The Gift), de Ana Vieira, de Beth Gibbons (Portishead), Neil Hannon (The Divine Comedy), Stuart A. Staples (Tindersticks), Scott Matthew e Joan as Policewoman deram na última década um carácter universal à música de Rodrigo Leão por via do uso poético do inglês em temas que marcaram as aventuras editoriais Cinema (2004), A Mãe (2009) e A Montanha Mágica (2011).
Songs (2004-2012) parte exactamente dessa ideia de vocação universalista e reúne três temas de Cinema – «Lonely Carousel», «Deep Blue» e «Happiness» -, outros tantos de A Mãe – «Cathy», «Sleepless Heart» e «This Light Holds So Many Colours» -, um de A Montanha Mágica – «Terrible Dawn» – e ainda três inéditos. Os temas novos têm a colaboração de Scott Matthew, que trabalhou pela primeira vez com Rodrigo Leão no seu registo anterior, A Montanha Mágica, e de Joan As Policewoman, com quem o compositor português colabora pela primeira vez.
Em 2013 compôs a banda sonora do filme The Butler.

## Discografia
- Ave Mundi Luminar (1993) - com Vox Ensemble
- Mysterium (1995) - com Vox Ensemble (EP)
- Theatrum (1996) - com Vox Ensemble
- Alma Mater (2000)
- Pasión (2001) - ao vivo
- Cinema (2004)
- O Mundo [1993-2006] (2006) - compilação
- Portugal, Um Retrato Social (2007) - banda sonora original
- A Mãe (2009) - com Cinema Ensemble
- In Memoriam (2010) - CD extra da edição de 2010 de Ave Mundi Luminar (EP)
- A Montanha Mágica (2011) - com Cinema Ensemble
- Songs (2004-2012) (2012) - com Cinema Ensemble
- The Butler (2013) - banda sonora original
- O Espírito de um País (2014) - Ao vivo na Assembleia da República
- A Vida Secreta das Máquinas (2015)
- Florestas Submersas (2015)
- O retiro, com Orquestra e Coro Gulbenkian (2015)
- Life is Long (2016) - com Scott Matthew
- 100 metros (2017) - banda sonora original
- O Aniversário (2018) - compilação

### Participações
- Movimentos Perpétuos: música para Carlos Paredes (Universal, 2003) — A Janela[6]
- Equador (Farol, 2010) — banda sonora original: 9 dos 16 temas (os restantes são de Sérgio Godinho)

### Outros projectos
- Sétima Legião
- Madredeus
- Os Poetas
  - Entre nós e as palavras (Sony, 1997) — projecto "Os Poetas": música para poesia de Al Berto, Mário Cesariny, António Franco Alexandre, Herberto Helder e Luiza Nero Jorge (restantes compositores: Margarida Araújo, Gabriel Gomes e Francisco Ribeiro)[7]

### Presenças em compilações
- Saudade: sons dos oceanos (Sony, 1998) — Solitarium[8]
- Noites Longas: a união faz a dança (Sony, 1998) — Promisse (remix de Gabriel Gomes)[9]
- Frágil 21 (Sony, 2003) — Mogan
- Lisboa (Lisboa Records, 2007) — Poema (com Rogério Samora e Gabriel Gomes) e Cidade Tejo

## Prémios e distinções
Esta é uma lista de prémios e distinções atribuídos a Rodrigo Leão:
| Ano  | Entidade                            | Prémio ou distinção          | Categoria                            | Resultado                                      |
| ---- | ----------------------------------- | ---------------------------- | ------------------------------------ | ---------------------------------------------- |
| 2000 | Jornal Diário de Notícias           | Prémios DN+                  | Disco do Ano: Alma Mater             | Vencedor[carece de fontes?]                    |
| 2001 | Jornal Blitz                        | Prémios de Música Blitz 2000 | Artista do Ano                       | Vencedor                                       |
| 2001 | Jornal Blitz                        | Prémios de Música Blitz 2000 | Álbum do Ano: Alma Mater             | Nomeado                                        |
| 2001 | Jornal Blitz                        | Prémios de Música Blitz 2000 | Canção do Ano: A Casa                | Nomeado                                        |
| 2002 | Festival de Cinema Fantasporto      | Melhores Videoclips          | Melhor Videoclip Português: A Casa   | Vencedor                                       |
| 2005 | Revista Billboard (Estados Unidos)  | Melhores de 2004 (Top 10)    | Melhores álbuns: Cinema              | n.º 2 («The best chill-out album of the year») |
| 2005 | Televisão SIC / Revista Caras       | Globos de Ouro 2004          | Música: Melhor Intérprete Individual | Vencedor                                       |
| 2010 | Televisão SIC / Revista Caras       | Globos de Ouro 2009          | Música: Melhor Intérprete Individual | Nomeado                                        |
| 2010 | Revista Les Inrockuptibles (França) | «Top albums» (Top 20)        | «World, jazz et chanson»: A Mãe      | n.º 5                                          |

A 9 de Junho de 2014 foi feito Grande-Oficial da Ordem do Infante D. Henrique.